# Maomé ibne Solimão ibne Ali
Maomé ibne Solimão ou Suleimão ibne Ali ibne Abedalá ibne Abas (em árabe: محمد بن سليمان بن علي بن عبدالله بن عباس; romaniz.: Muhammad ibn Sulayman ibn Ali ibn Abdallah ibn Abbas; c. 740-789) foi um membro da dinastia abássida que serviu como governador provincial da dinastia de Cufa e Baçorá, no golfo Pérsico, durante a maior parte de sua vida. Também desempenhou um papel importante na supressão dos levantes pró-álidas de 762-763 e 786 e ajudou a garantir a ascensão pacífica do califa Almadi em 775. Sua enorme fortuna foi confiscada após sua morte por Harune Arraxide.

## Vida

### Origens e caráter
Maomé era primo dos dois primeiros califas abássidas, Açafá e Almançor. Seu pai, Solimão ibne Ali Alhaximi, serviu por muito tempo como governador de Baçorá Solimão acumulou enormes propriedades na área, que transformou em seu feudo virtual, erguendo um novo palácio do governador e realizando várias obras públicas na cidade. Após sua morte em 759/60, essa posição foi herdada por Maomé e seu irmão Jafar. O historiador Hugh N. Kennedy qualifica-o como "o mais capaz e mais importante da geração mais jovem da família abássida", e parece ter desfrutado da estima de Almançor: o historiador Atabari relata que quando Maomé, o irmão mais velho Jafar, uma vez reclamou de receber uma doação com apenas metade do tamanho da seu irmão, o califa respondeu que "Para onde quer que formos, encontramos alguns vestígios de Maomé e parte de seus presentes em nossa casa, enquanto você não faz nada disso". Como um membro próximo da dinastia e, além disso, como alguém que aparentemente nunca teve qualquer ambição em relação ao trono, foi um dos poucos forasteiros com permissão para entrar nos aposentos internos do palácio do califal.

### Carreira
Maomé ganhou destaque durante a rebelião de Maomé Nafes Zaquia em 762, onde, apesar de sua juventude - tinha vinte e poucos anos - desempenhou um papel importante nas tentativas abássidas de reprimir o levante. Maomé estava em Baçorá na época e prendeu vários guerrilheiros álidas que fugiram à cidade e os trouxe perante Almançor. Logo depois, Ibraim, irmão de Zaquia, também se revoltou em Baçorá. Maomé e seu irmão Jafar tentaram suprimi-lo reunindo apressadamente uma força de cerca de 600 de seus próprios apoiantes, mas falharam. Expulsos, escreveram a Almançor para informá-lo dos acontecimentos. Quando as forças abássidas sob o comando de Issa ibne Muça confrontaram Ibraim em janeiro de 763, Maomé e Jafar atacaram as forças rebeldes pela retaguarda, conquistando a vitória.
Após o fracasso do levante, foi nomeado governador de Baçorá, substituindo Salme ibne Cutaiba Albaili em 763/4. No ano seguinte, foi nomeado governador de Cufa, substituindo Issa ibne Muça, que acabava de ser rebaixado na linha de sucessão abaixo do filho de Almançor, Almadi. Issa se recusou a concordar com seu rebaixamento, então a nomeação de Maomé foi uma afronta deliberada do califa. Maomé ainda é registrado como governador de Cufa até 772, quando foi substituído por Anre ibne Zuair Adabi (embora o compilador do século IX Omar ibne Xabá afirme que foi demitido em 770).
No outono de 775, estava entre os principais membros da dinastia que acompanharam Almançor à peregrinação (haje), quando o califa morreu em 7 de outubro. Durante o rescaldo, ajudou a garantir a transição pacífica de poder. Atabari relata que quando o juramento de fidelidade (baia) a Almadi foi feito pelos comandantes do exército, apenas um deles, Ali ibne Issa ibne Maane, tentou contestar, apontando as reivindicações de Issa ibne Muça. Diz-se que Maomé deu-lhe um tapa na cara e repreendeu-o, e até considerou decapitar-lhe a cabeça, até que Ali cedeu e fez o juramento.  Maomé foi então enviado com Abas ibne Maomé para administrar o juramento ao povo de Meca. Maomé também se casou com Abaça, filha de Almadi.
É novamente registrado como governador de Baçorá de 776 / 7–780 / 1, além de ter autoridade sobre os distritos dependentes do Tigre, Barém, Omã, Avaz e Pérsis. Em 777/8, empreendeu a expansão da grande mesquita de Baçorá, por ordem de Almadi. De acordo com Atabari, Almadi no mesmo ano também lhe deu o governo do Sinde, para o qual nomeou Abedal Maleque ibne Xiabe Almismai como seu representante. Patrocinou o famoso cantor Ibraim de Moçul e zelosamente o proibiu de deixar Baçorá, até que um dos eunucos da corte de Almadi ouviu Ibraim cantar e informou o califa de seus talentos. Maomé foi demitido em 780/1, aparentemente em meio a acusações de peculato, pois Almadi enviou seu próprio secretário encarregado dos impostos à cidade e ordenou a prisão e investigação dos oficiais de Maomé. Maomé estava de volta ao seu posto em Baçorá em 783/4.
Em 786, participou da peregrinação junto com outros membros da dinastia e, por coincidência, esteve envolvido na supressão da rebelião álida liderada por Huceine, sobrinho de Zaquia. Tomando seu próprio séquito armado, assegurou Meca e derrotou os álidas e seus partidários na Batalha de Faqueque em 11 de junho. É novamente atestado como governador de Baçorá e suas dependências (agora incluindo o Iamama) de 785/6 em diante, e ainda estava no cargo quando morreu em meados de novembro de 789.
Herdando o controle efetivo de um grande entreposto comercial, como Baçorá, Maomé tornou-se extremamente rico. Em sua morte, sua riqueza, que supostamente ascendeu a sessenta milhões de dirrãs, foi confiscada pelo califa Harune Arraxide. Maomé também parece ter sido um "grande acumulador", que nunca jogou nada fora. Atabari relata que os agentes de Harune encontraram um enorme tesouro de bens, desde presentes valiosos enviados das províncias que governou até as várias peças de roupa que usou durante sua vida, até as roupas manchadas de tinta que usou na escola do Alcorão. Também encontraram grandes quantidades de bálsamos e alimentos, especialmente peixes, que haviam estragado e foram jogados sem cerimônia na rua em frente ao palácio de Maomé no Mirdabe, o centro comercial da cidade. O fedor era tanto que os baçoranos tiveram que evitar a área por vários dias. Após sua morte e a perda de sua fortuna, seus descendentes perderam sua posição de destaque.